# Welcome to the Afterfuture
Albums de Mike Ladd
Easy Listening 4 Armageddon
(1997) Gun Hill Road
(2000)
Welcome to the Afterfuture est le deuxième album studio de Mike Ladd, sorti le 7 mars 2000.
Il fait partie des 1001 albums qu'il faut avoir écoutés dans sa vie.

## Liste des titres
Tous les titres sont composés et produits par Mike Ladd. 
| No  | Titre                                     | Contient un (des) sample(s) de           | Durée |
| --- | ----------------------------------------- | ---------------------------------------- | ----- |
| 1.  | 5000 Miles West of the Future             |                                          | 3:48  |
| 2.  | Airwave Hysteria                          | Love's Theme du Love Unlimited Orchestra | 4:09  |
| 3.  | Planet 10                                 |                                          | 4:25  |
| 4.  | Takes More Than 41                        |                                          | 3:01  |
| 5.  | Bladerunners (featuring Company Flow)     |                                          | 6:17  |
| 6.  | No. 1 St.                                 |                                          | 3:52  |
| 7.  | To the Moon's Contractor                  |                                          | 10:36 |
| 8.  | I Feel Like $100                          |                                          | 3:45  |
| 9.  | The Animist                               |                                          | 5:52  |
| 10. | Red Eye to Jupiter (Starship Nigga)       |                                          | 3:50  |
| 11. | Welcome to the Afterfuture                |                                          | 3:34  |
| 12. | Wipe Out on the Wave of Armageddon        |                                          | 4:15  |
| 13. | Feb. 4 '99 (For All Those Killed by Cops) |                                          | 5:15  |

## Musiciens
- Charles Calello : claviers
- Jeff Cordero : guitare
- Mike Ladd : basse, mixage, programmations, synthétiseur
- Fred Ones : mixage
- Mike Stein : mixage